# Jean-Daniel Œhlert
Pour les articles homonymes, voir Œhlert.
Johann Daniel Œhlert, dit le Grand-Pierrot ou le Grand-Allemand (° 6 juillet 1765 Ostheim - † 5 décembre 1814 Laval), est un militaire qui s'illustra particulièrement lors de la Chouannerie en Mayenne.

## La Chouannerie
Né à Ostheim dans le Haut-Rhin d'une famille protestante, Johann Daniel Oehlert s'engage au régiment d'Alsace le 6 août 1787. Incorporé au 5e bataillon du Haut-Rhin, nommé capitaine le 16 septembre 1792, et après avoir pris part à 52 combats, il vient dans la Mayenne avec une compagnie franche faire la guerre aux Chouans.
Étranger au pays comme la plupart de ses hommes, il comprend toutefois mieux que personne la guerre de partisans à laquelle il faut faire face. Le général royaliste Claude-Augustin Tercier, qui fut presque journellement aux prises avec lui, avec des chances diverses, le reconnaît comme un adversaire redoutable et insaisissable. Mathurin Julien Dalibourg écrit le 9 février 1796 que l'intrépide capitaine allemand s'est fait jour, lui 20e à travers une bande de 600 à 800 chouans. Il se porte du reste sur tous les points du département avec une rapidité extraordinaire.
Le 26 mars 1796 à Bazougers, on le trouve au mois d'avril qui se bat à Juvigné, puis à Château-Gontier, de nouveau dans le pays de Vaiges qui lui donne le plus fort à faire au mois de mai, et le 9 juin jusqu'à Domfront pour hâter le désarmement des insurgés. Au plus fort de la lutte, Hoche, le général de division Louis François Jean Chabot et la ville de Laval ne lui ménagent pas les distinctions et les témoignages dus à sa bravoure, attestée aussi sincèrement par les Chouans eux-mêmes, qui l'interprètent à leur façon.

## La blessure du commandant Oehlert
Après la pacification, Oehlert, nommé chef de bataillon le 14 septembre 1796, est appelé à Paris ; il entre dans la garde du Directoire (8 frimaire an V), est chargé d'arrêter Carnot après le Coup d'État du 18 fructidor an V, revient à Laval avec le grade de lieutenant général, réclamé par l'administration contre le nouveau soulèvement des Mécontents. Il mène la lutte avec la même activité.
Mais le 29 juillet 1799, entre Lassay et Ambrières, au Chesnay (Cigné), il tombe atteint de deux balles à la cuisse gauche et d'une troisième dans le pied. Transporté à Ambrières sur une échelle, il raconta lui-même sa mésaventure sur un ton de bonne humeur, et ses compagnons ajoutent que, gisant sur le champ de bataille, il entonna : Mourir pour la patrie ! Il demanda à rentrer à Laval dans sa famille. Toutes les administrations s'intéressèrent à son sort. Le 19 août 1799, il remercia lui-même le ministre de la guerre des soins et des félicitations qui lui avaient été prodigués.

## Oléron
Depuis lors chef d'escadron dans la Garde des consuls (13 nivôse an VIII), adjudant supérieur, chef de brigade (4 brumaire an IX), commandant à l'île d'Oléron, où l'abbé Jacques Fleury le vit boitant toujours, il prit sa retraite le 29 brumaire an XII. Il y organisa encore la compagnie de réserve et le service de recrutement, commanda le département pendant les dernières années de l'Empire, et mourut le 5 décembre 1814, "n'ayant plus d'ennemis", "l'un des plus braves soldats de l'armée".

## Sources et bibliographie
« Jean-Daniel Œhlert », dans Alphonse-Victor Angot et Ferdinand Gaugain, Dictionnaire historique, topographique et biographique de la Mayenne, Laval, A. Goupil, 1900-1910 [détail des éditions] (BNF 34106789, présentation en ligne)
- Généalogie Oehlert
- Johann Daniel Oehlert